# Pierre Joseph Macquer
Pierre Joseph Macquer (París, 9 de octubre de 1718-Íb., 15 de febrero de 1784) fue un químico y médico francés.

## Biografía
De 1770 a 1783 fue profesor de química y de farmacia al Jardín Real de las Plantas Medicinales, en París, y miembro de la Académie de sciences desde el año 1745 y otras instituciones (Société Royal de Médecine y American Philosophical Society). Destacó como opositor a las nuevas teorías de Antoine Laurent Lavoisier que cambiarían la química.

## Obra
Introdujo en 1768 a Sèvres la fabricación de porcelana de Saxe trabajando conjuntamente con Antoine Baumé (1757-1773). Estudió el arsénico, As, y sus compuestos, y también el moratón de Prusia. Fue el primer químico que observó, en 1776, que la combustión del hidrógeno, H2, denominado en aquel tiempo aire inflamable, producía agua, H2O. Realizó la combustión de un diamante y estudió la oxidación del estaño, Sn, y de la plata, Ag. 
Trabajó también en química orgánica determinando la composición de la leche y descubriendo disolventes por el caucho descubierto en América. Sus dos obras más importantes, Élémens de chymie théorique (1749) y Dictionnaire de chymie (1761) fueran textos de referencia durante mucho tiempo.

### Obras
- Élémens de chymie théorique (1749) Texto en línea
- Élémens de chymie-pratique, contenant la description des opérations fondamentales de la chymie, avec des explications & des remarques sur chaque opération (2 volums, 1751)Texto en línea 1 2
- Dictionnaire de chymie, contenant la théorie et la pratique de cette science, son application à la physique, à l'histoire naturelle, à la médecine et aux arts dépendans de la chymie (2 volums, 1761) Texto en línea 1 2
- Art de la teinture en soie (1763)
- Manuel du naturaliste (1770)

- Datos: Q902205
- Multimedia: Pierre Macquer / Q902205